# Mīm
Mīm (in arabo ميم‎? /miːm/) è la ventiquattresima lettera dell'alfabeto arabo. Nella numerazione abjad essa assume il valore 40.

## Origine
Questa lettera deriva secondo alcuni da  dell'alfabeto nabateo, secondo altri da ܡܡ dell'alfabeto siriaco. In ogni caso deriva da mem dell'alfabeto aramaico (), che nacque dalla mem dell'alfabeto fenicio (), generata dalla mem dell'alfabeto proto-cananeo ().

## Fonetica
Foneticamente corrisponde alla nasale bilabiale ([m]) e può essere assimilata alla lettera m dell'alfabeto latino.

## Scrittura e traslitterazione
mīm viene scritta in varie forme in funzione della sua posizione all'interno di una parola:
| Forma isolata | Forma finale | Forma intermedia | Forma iniziale |
| ﻡ             | ـم…          | …ـمـ…            | …مـ            |

Nella traslitterazione dall'arabo è comunemente scritta come m.

## Sintassi
Mīm è una lettera lunare. Ciò significa che quando ad una parola che inizia con questa lettera bisogna anteporre l'articolo determinativo (ﻝﺍ alif-lām al), esso non subirà alcuna modifica.
Ad esempio مستشفى (mustašfā, ospedale) diventa ﺍﻟﻤستشفى (al-mustašfā, l'ospedale) e si pronuncia [almusˈtašfaː].